# 사직단 대문
사직단 대문(社稷壇 大門)은 서울 사직단의 대문이다. 1963년 1월 21일 대한민국의 보물 제177호로 지정되었다.

## 개요
사직단이란 나라와 국민 생활의 편안을 빌고 풍년을 기원하며 제사 지내는 곳으로 사(社)는 땅의 신을, 직(稷)은 곡식의 신을 말한다. 또한 나라에 큰 일이 있을 때나 비가 오지 않아 가뭄이 든 때에 의식을 행하기도 하였다.
이 문은 사직단의 정문으로 태조 3년(1394) 사직단을 지을 때 함께 지었으나 임진왜란 때 불타 버렸다. 그 뒤 숙종 46년(1720) 큰 바람에 기운 것을 다시 세웠다는 『조선왕조실록』의 기록으로 미루어 임진왜란 후에 새로 지은 것으로 짐작한다. 지금 있는 자리는 1962년 서울시 도시 계획에 따라 14m 뒤쪽으로 옮긴 것이다.
건물의 규모는 앞면 3칸·옆면 2칸이며, 지붕은 옆면에서 볼 때 사람 인(人)자 모양을 한 맞배지붕이다. 지붕 처마를 받치는 장식구조는 새부리 모양의 부재를 이용해 기둥 위에서 보를 받치고 있다.
전체적으로 소박한 기법과 튼튼한 짜임새를 갖추고 있어, 사직단 정문의 법식과 넉넉한 느낌을 주는 건축 문화재이다.

## 같이 보기
- 서울 사직단

## 사진

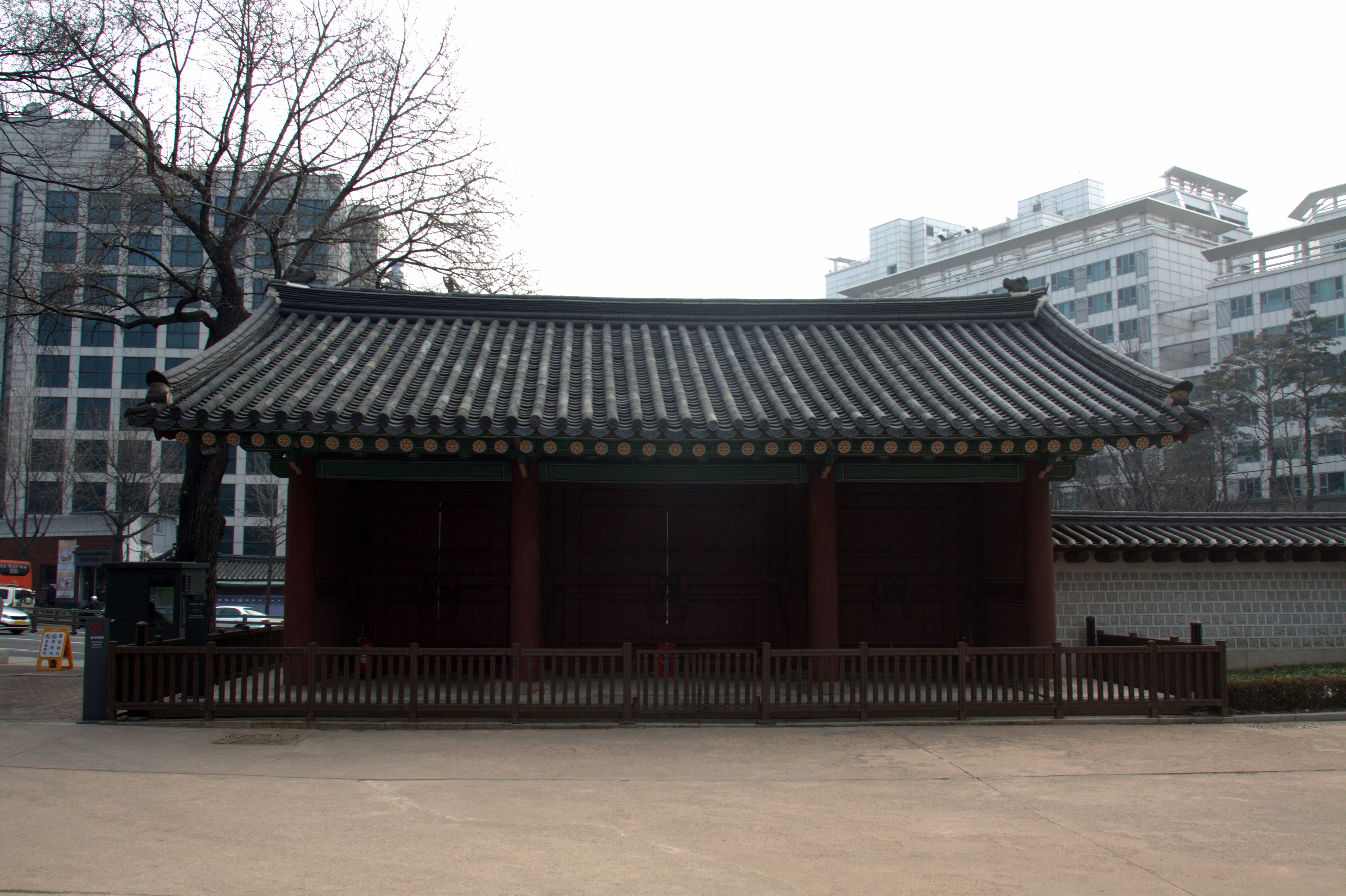
대문의 안쪽 모습